# Spaelotis lucens
Spaelotis lucens är en fjärilsart som beskrevs av Butler 1881. Spaelotis lucens ingår i släktet Spaelotis och familjen nattflyn. Inga underarter finns listade i Catalogue of Life.